# ギャレット・アンダーソン
ギャレット・アンダーソン（Garret Joseph Anderson, 1972年6月30日 - ）は、アメリカ合衆国カリフォルニア州ロサンゼルス出身の元プロ野球選手（外野手）。左投げ左打ち。

## 経歴

### プロ入りとエンゼルス時代
1990年のMLBドラフト4巡目でカリフォルニア・エンゼルスから指名され、入団。
1994年7月27日にメジャーデビューを果たす。この年5試合にメジャーに出場しただけでシーズンを終えた。
1995年、開幕をAAA級で迎え、メジャー昇格を果たしてからはトニー・フィリップスが外野手から三塁手へコンバートし、外野手として出場を続けた。打率.321、16本塁打、69打点を記録し、新人王の投票でマーティ・コードバに次ぐ2位に入った。
1996年、開幕戦からロースター入りし、打率.285、12本塁打、72打点を記録し、9月27日には球団史上初めて1試合6安打を達成した（延長15回）。
1997年、打率.303、8本塁打、92打点を記録し、90打点以上で本塁打が10本に満たなかったのは1990年代以降4人しかいない。左打者としてロッド・カルー、ルイス・ポロニアが持つ球団シーズン最多安打179安打を更新する189安打を放った。
1998年は主に左翼手として出場していたが、負傷したティム・サーモンに代わり右翼手として出場し、ティム・サーモン、ジム・エドモンズ、ダリン・アースタッドに次ぐ4番目の外野手と見なされた1999年はエドモンズが開幕から故障者リスト入りのため中堅手として出場し、チームのMVPに選出された。
2000年、打率.286、オールスター開催までに球団記録となる26本塁打を放ち、最終的に35本塁打記録した。4月14日、2004年まで4年契約を結んだ。8月28日通算1000本安打を達成し、9月15日自身初シーズン100打点に到達し、最終的に117打点を記録した。
2001年は自己最多の161試合に出場し、打率.289、28本塁打、123打点を記録した。
2002年はリーグ最多タイ、球団シーズン最多二塁打記録を更新する56二塁打、3三塁打、29本塁打を記録し、2000年にトロイ・グロースが記録した球団シーズン最多長打記録85を更新する88長打を記録した。7月9日に行われたオールスターに初めて出場した。8月9日のブルージェイズ戦で球団新記録となるシーズン43二塁打を記録し、8月31日のオリオールズ戦で100打点に到達し、球団史上初めて3年連続で100打点を記録した。この年、初めてワールドチャンピオンとなり、シルバースラッガー賞を初受賞し、MVPの投票で4位に入った。
2003年はオールスターゲームの前日に行われた本塁打競争で優勝し、オールスターゲームでは二塁打・本塁打を含み計3安打を放ち、MVPを受賞した。最終的に自己最高の打率.315、201安打を記録し、アレックス・ジョンソン、ダリン・アースタッドに次いで球団史上3人目のシーズン200本安打を達成。また、リーグ最多タイの49二塁打を記録した。
2004年シーズン終了後にFAとなる予定だったアンダーソンはホワイトハウスに招待されたときに当時のアメリカ合衆国大統領であるジョージ・W・ブッシュから契約の質問をされるなど動向に注目がされていた。4月13日にエンゼルスと2005年から4年総額4,800万ドル（5年目の2009年球団オプション）で契約延長した。4月28日に自身初めて故障者リスト入りを経験し、6月10日に復帰を果たすも、二塁打・本塁打は前年の半分以下にまで減少し、打点は5年ぶりに100を下回った。
2005年6月4日に4打点を記録し、球団記録の通算991打点に並び、6月26日には史上4人目となる300四球に満たないで通算1000打点を達成した。6月28日のレンジャーズ戦の延長11回に球団タイ記録となる7本目の満塁本塁打を放ち、チームは勝った。
2006年は左足裏の故障のため、左翼手兼指名打者として141試合に出場。7月1日に通算2000安打を達成し、球団史上初めて2000安打、1000打点を達成した。
2007年は2回故障者リスト入りしたため出場数が108に留まったが、7月10日のオールスターゲーム以後試合でこの年のMLB全体で5位の65打点を記録し、8月21日にブラディミール・ゲレーロの1試合最多打点の球団記録の9を更新する10打点を記録した。また、8月26日から9月7日にかけて12試合連続打点を記録し、トリス・スピーカーが1928に記録したアリーグ記録の14試合連続打点の更新はならなかったが、1984のフレッド・リンと1986のウォーリー・ジョイナーが持つ球団記録の10試合連続打点を更新した。
2008年までの4年契約を満了し、5年目は1400万ドル球団のオプションだったが、300万ドルの違約金を受け取りFAとなった。

### ブレーブス時代

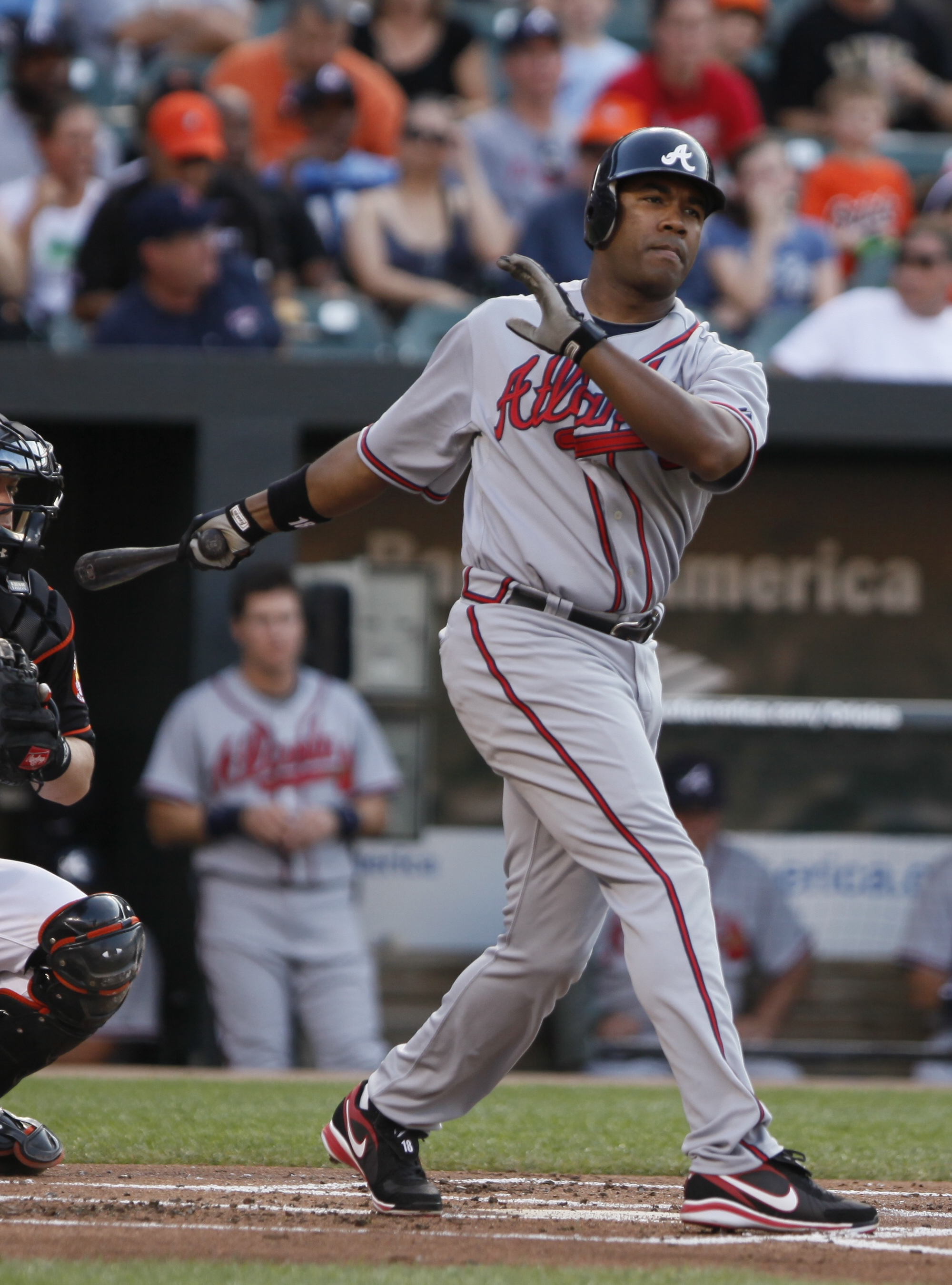
アトランタ・ブレーブスでの現役時代
（2009年6月12日）

2009年2月22日にアトランタ・ブレーブスと1年契約を結んだ。その後、ロサンゼルス・ドジャースを経て引退。

### 引退後
2011年3月1日に現役引退を表明した。
2016年1月にアメリカ野球殿堂で候補に挙がったものの、得票率わずか0.2%（得票数：1）で被投票資格を失った。同年、エンゼルスの球団殿堂入りを果たした。

## 選手としての特徴
二塁打の多い安打製造機タイプの大型外野手で、走塁技術も高い。守備では外野3ポジションでそれぞれレギュラー経験があるが、レフトの守備は上手く、守備範囲はメジャー平均以上でレフトとしては肩も強く、Total Zone Runsが例年プラスである一方、現役晩年となる2012年より採用された守備防御点では例年マイナス値となっている。

## 詳細情報

### 年度別打撃成績
| 年 度     | 球 団       | 試 合 | 打 席 | 打 数 | 得 点 | 安 打 | 二 塁 打 | 三 塁 打 | 本 塁 打 | 塁 打 | 打 点 | 盗 塁 | 盗 塁 死 | 犠 打 | 犠 飛 | 四 球 | 敬 遠 | 死 球 | 三 振 | 併 殺 打 | 打 率 | 出 塁 率 | 長 打 率 | O P S |
| --------- | ----------- | ----- | ----- | ----- | ----- | ----- | -------- | -------- | -------- | ----- | ----- | ----- | -------- | ----- | ----- | ----- | ----- | ----- | ----- | -------- | ----- | -------- | -------- | ----- |
| 1994      | CAL ANA LAA | 5     | 13    | 13    | 0     | 5     | 0        | 0        | 0        | 5     | 1     | 0     | 0        | 0     | 0     | 0     | 0     | 0     | 2     | 0        | .385  | .385     | .385     | .769  |
| 1995      | CAL ANA LAA | 106   | 400   | 374   | 50    | 120   | 19       | 1        | 16       | 189   | 69    | 6     | 2        | 2     | 4     | 19    | 4     | 1     | 65    | 8        | .321  | .352     | .505     | .857  |
| 1996      | CAL ANA LAA | 150   | 642   | 607   | 79    | 173   | 33       | 2        | 12       | 246   | 72    | 7     | 9        | 5     | 3     | 27    | 5     | 0     | 84    | 22       | .285  | .314     | .405     | .719  |
| 1997      | CAL ANA LAA | 154   | 662   | 624   | 76    | 189   | 36       | 3        | 8        | 255   | 92    | 10    | 4        | 1     | 5     | 30    | 6     | 2     | 70    | 20       | .303  | .334     | .409     | .743  |
| 1998      | CAL ANA LAA | 156   | 658   | 622   | 62    | 183   | 41       | 7        | 15       | 283   | 79    | 8     | 3        | 3     | 3     | 29    | 8     | 1     | 80    | 13       | .294  | .325     | .455     | .780  |
| 1999      | CAL ANA LAA | 157   | 660   | 620   | 88    | 188   | 36       | 2        | 21       | 291   | 80    | 3     | 4        | 0     | 6     | 34    | 8     | 0     | 81    | 15       | .303  | .336     | .469     | .806  |
| 2000      | CAL ANA LAA | 159   | 681   | 647   | 92    | 185   | 40       | 3        | 35       | 336   | 117   | 7     | 6        | 1     | 9     | 24    | 5     | 0     | 87    | 21       | .286  | .307     | .519     | .827  |
| 2001      | CAL ANA LAA | 161   | 704   | 672   | 83    | 194   | 39       | 2        | 28       | 321   | 123   | 13    | 6        | 0     | 5     | 27    | 4     | 0     | 100   | 12       | .289  | .314     | .478     | .792  |
| 2002      | CAL ANA LAA | 158   | 678   | 638   | 93    | 195   | 56       | 3        | 29       | 344   | 123   | 6     | 4        | 0     | 10    | 30    | 11    | 0     | 80    | 11       | .306  | .332     | .539     | .871  |
| 2003      | CAL ANA LAA | 159   | 673   | 638   | 80    | 201   | 49       | 4        | 29       | 345   | 116   | 6     | 3        | 0     | 4     | 31    | 10    | 0     | 83    | 15       | .315  | .345     | .541     | .885  |
| 2004      | CAL ANA LAA | 112   | 475   | 442   | 57    | 133   | 20       | 1        | 14       | 197   | 75    | 2     | 1        | 0     | 3     | 29    | 6     | 1     | 75    | 3        | .301  | .343     | .446     | .789  |
| 2005      | CAL ANA LAA | 142   | 603   | 575   | 68    | 163   | 34       | 1        | 17       | 250   | 96    | 1     | 1        | 0     | 5     | 23    | 8     | 0     | 84    | 13       | .283  | .308     | .435     | .743  |
| 2006      | CAL ANA LAA | 141   | 588   | 543   | 63    | 152   | 28       | 2        | 17       | 235   | 85    | 1     | 0        | 0     | 7     | 38    | 11    | 0     | 95    | 8        | .280  | .323     | .433     | .756  |
| 2007      | CAL ANA LAA | 108   | 450   | 417   | 67    | 124   | 31       | 1        | 16       | 205   | 80    | 1     | 0        | 0     | 6     | 27    | 9     | 0     | 54    | 8        | .297  | .336     | .492     | .827  |
| 2008      | CAL ANA LAA | 145   | 593   | 557   | 66    | 163   | 27       | 3        | 15       | 241   | 84    | 7     | 4        | 0     | 6     | 29    | 6     | 1     | 77    | 11       | .293  | .325     | .433     | .758  |
| 2009      | ATL         | 135   | 534   | 496   | 52    | 133   | 27       | 0        | 13       | 199   | 61    | 1     | 0        | 0     | 9     | 27    | 2     | 2     | 73    | 11       | .268  | .303     | .401     | .705  |
| 2010      | LAD         | 80    | 163   | 155   | 8     | 28    | 6        | 1        | 2        | 42    | 12    | 1     | 0        | 1     | 2     | 5     | 1     | 0     | 34    | 6        | .181  | .204     | .271     | .475  |
| MLB：17年 | MLB：17年   | 2228  | 9177  | 8640  | 1084  | 2529  | 522      | 36       | 287      | 3984  | 1365  | 80    | 47       | 13    | 87    | 429   | 104   | 8     | 1224  | 197      | .293  | .324     | .461     | .785  |

- 各年度の太字はリーグ最高
- CAL（カリフォルニア・エンゼルス）は、1997年からANA（アナハイム・エンゼルス）に、2005年からLAA（ロサンゼルス・エンゼルス・オブ・アナハイム）に球団名を変更

### 表彰
- シルバースラッガー賞 2回（2002年、2003年）
- MLBオールスターゲーム最優秀選手賞 2003年
- オールスターゲーム本塁打競争優勝 2003年

### 記録
- MLBオールスターゲーム出場3回（2002年、2003年、2005年）
- エンゼルス球団殿堂：2016年
- 1試合最多打点：10（2007年8月21日、史上13人目、エンゼルス球団記録）